# مانتيكور

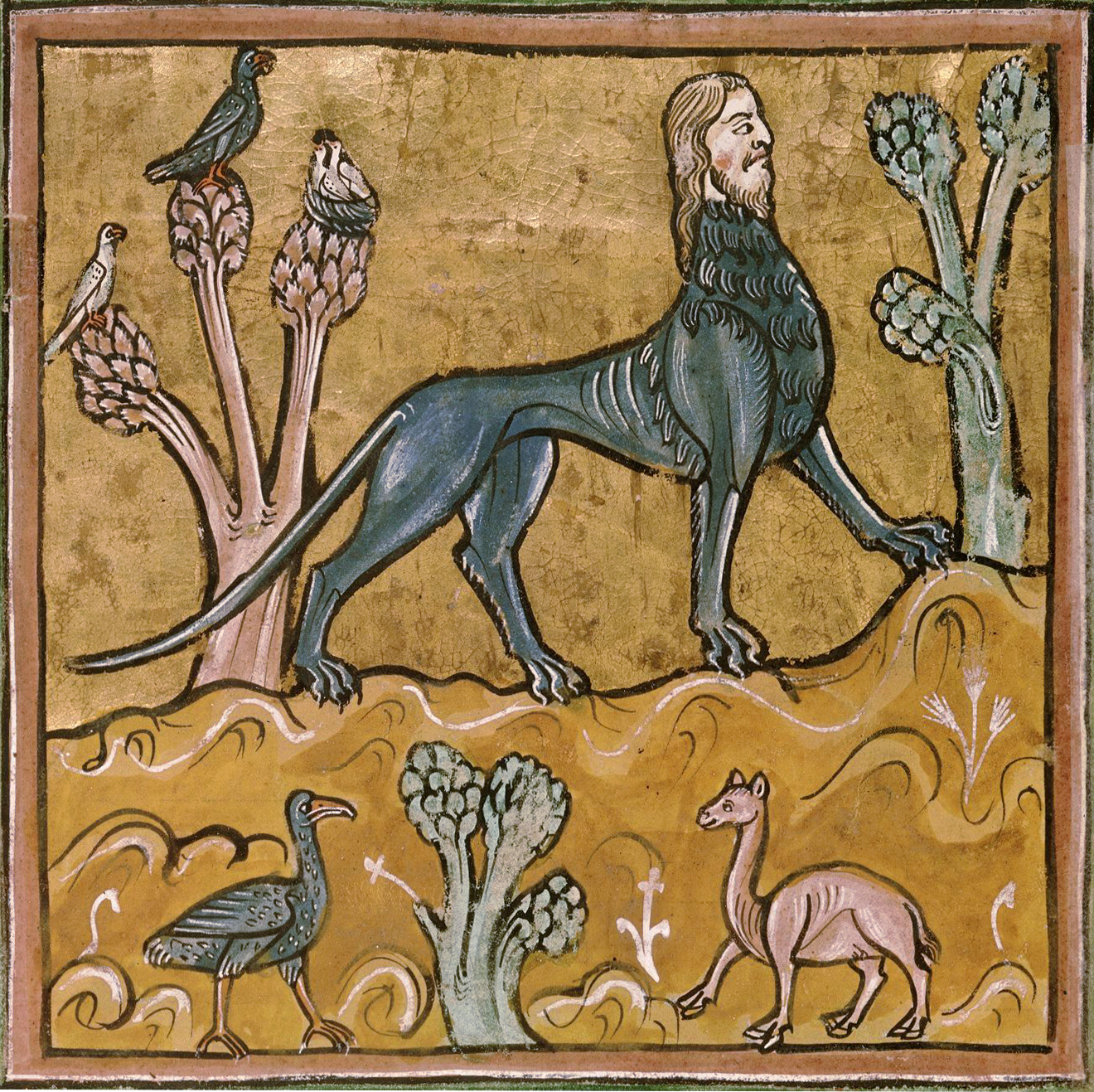

المانتيكور أو المردخوار هو مخلوق أسطوري موجود في الأساطير الإيرانية القديمة. المانتيكور عبارة عن رأس ووجه رجل في غالبية الأوقات مع عيون رمادية ويمتلك جسم أسد بني اللون مع ذيل عقرب أو تنين في بعض الحالات. والمخلوق أضخم من الأسد لكنه أصغر من الحصان وكذلك فإن جسد المانتيكور أخشن من الأسد.

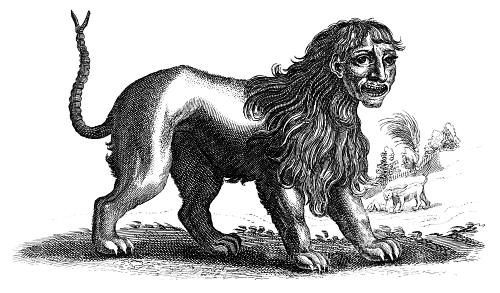

## أصل الأسطورة
ذُكر المخلوق في الأساطير القديمة، وهو يحمل الاسم مردخوار والذي يعني أكل الرجال، لكن من المحتمل أن الكلمة تغيرت إلى المانتيكور بعد أن انتقلت القصة إلى التراث اليوناني ومن ثم عادت إلى التراث الفارسي. من المرجح أن أسطورة هذا الحيوان نشأت في الهند ومن ثم انتقلت إلى القسم الشمال غربي لإيران القديمة ومن ثم انتقلت الأسطورة إلى أسيا الوسطى ومن بعدها إلى اليونان وبقية أوروبا حتى باتت القصة مقرونة بالتراث الأسطوري لليونان.

## طريقة الصيد
تذكر الأساطير الأوروبية طريقة صيد المانتيكور لضحاياه. في البداية يقوم الوحش بلدغ الضحية لتسميمها مثل العقرب. بعد أن يتأكد من أن الضحية لا تقوى على الحركة يقوم بتقسيم اللحم ومن ثم طرحه جانباً يخرج السم من الجرح من تلقاء نفسه. ومن ثم يقوم بالغناء والتنغيم مع نفسه وهو يقوم بالأكل.